# Närpistöjoki
Närpistöjoki är ett vattendrag i Finland.   Det ligger i landskapet Lappland, Finland, i den norra delen av landet, 900 km norr om huvudstaden Helsingfors. Närpistöjoki ligger vid sjön Ounasjärvi.